# Lithotanytarsus dadesi
Lithotanytarsus dadesi är en tvåvingeart som beskrevs av Reiss 1991. Lithotanytarsus dadesi ingår i släktet Lithotanytarsus och familjen fjädermyggor.
Artens utbredningsområde är Marocko. Inga underarter finns listade i Catalogue of Life.